# Saint-Point
Saint-Point ist eine französische Gemeinde mit 362 Einwohnern (Stand: 1. Januar 2022) im Département Saône-et-Loire in der Region Bourgogne-Franche-Comté. Sie gehört zum Arrondissement Mâcon und zum Kanton La Chapelle-de-Guinchay (bis 2015: Kanton Tramayes).
Saint-Point ist Mitglied im Gemeindeverband Communauté de communes Saint-Cyr Mère Boitier entre Charolais et Mâconnais.

## Geographie
Saint-Point liegt etwa 18 Kilometer westnordwestlich von Mâcon am Valouzin. Umgeben wird Saint-Point von den Nachbargemeinden Bourgvilain im Norden, Pierreclos im Osten, Serrières im Südosten, Tramayes im Süden sowie Navour-sur-Grosne im Westen und Nordwesten.

## Bevölkerungsentwicklung
| Jahr                      | 1962 | 1968 | 1975 | 1982 | 1990 | 1999 | 2006 | 2013 |
| Einwohner                 | 336  | 282  | 259  | 273  | 285  | 316  | 323  | 327  |
| Quelle: Cassini und INSEE |      |      |      |      |      |      |      |      |

## Sehenswürdigkeiten
- Kirche Saint-Donat aus dem 11./12. Jahrhundert, Monument historique seit 1948
- Schloss Saint-Point aus dem 17. Jahrhundert, Monument historique seit 1972/1989

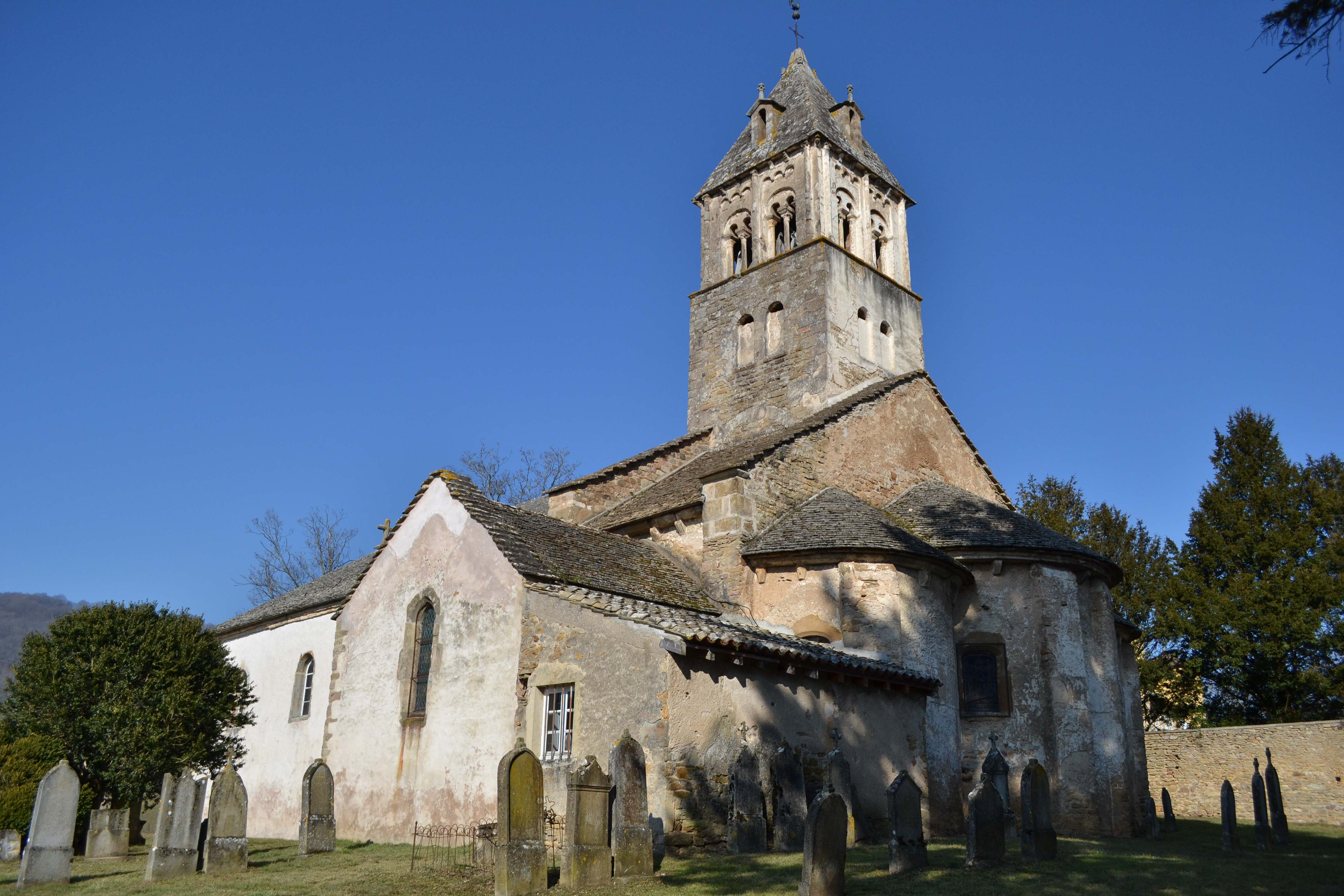
Kirche Saint-Donat
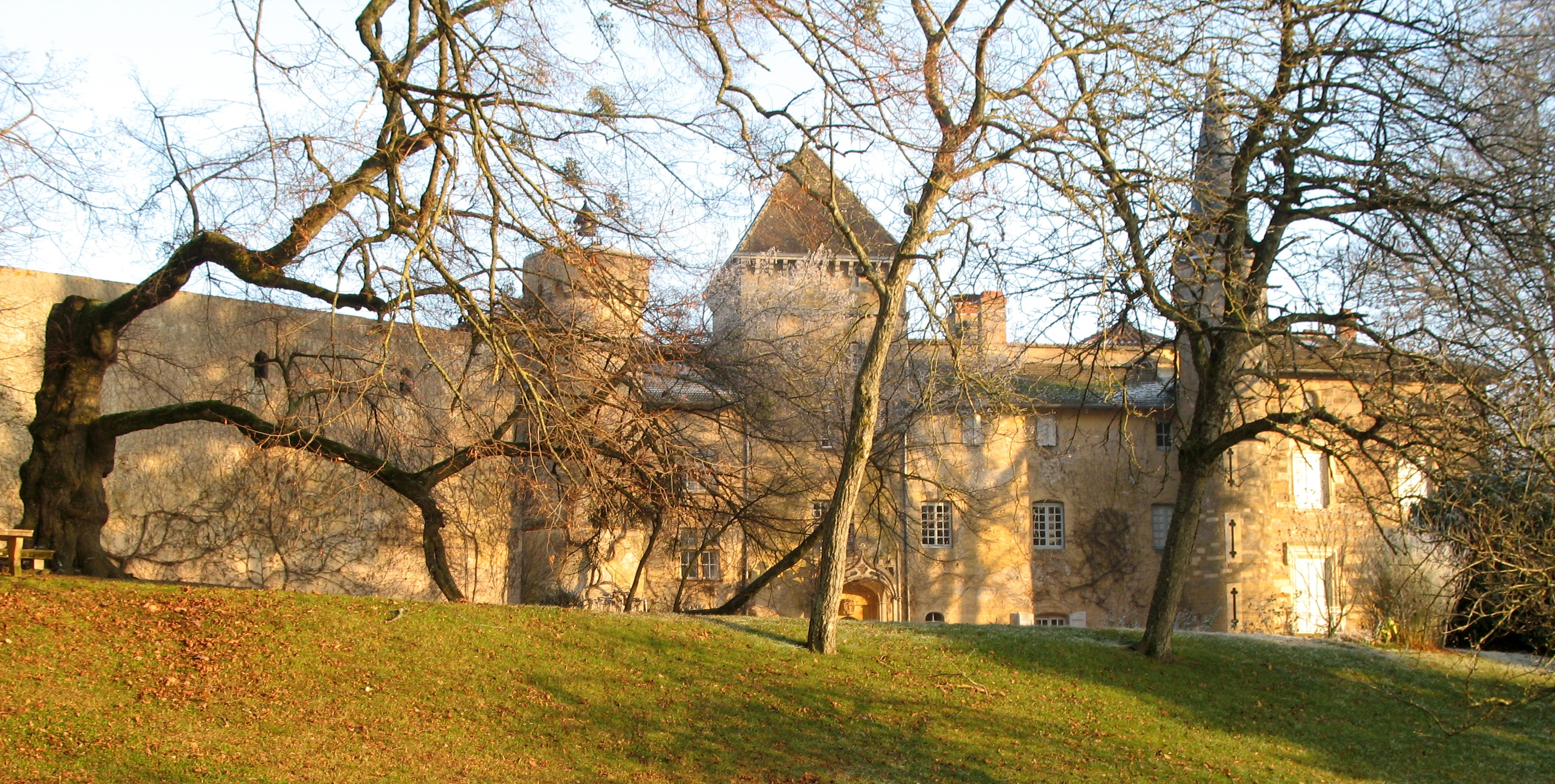
Schloss Saint-Point